# Erick Morillo
Erick Morillo (New York, 26 maart 1971 – Miami Beach (Florida), 1 september 2020) was een Amerikaanse dj en producer van housemuziek. Tevens was hij oprichter en eigenaar van het platenlabel Subliminal  Records. Erick "More" Morillo was verantwoordelijk voor een groot aantal houseproducties onder meerdere pseudoniemen, waarvan Reel 2 Real het bekendste is.

## Levensloop

### Vroege jaren
Morillo werd geboren in New York, maar woonde in Cartagena in Colombia, maar verhuisde toen hij elf jaar was met het gezin naar New Jersey. Daar begon Morillo als kind al als dj. Door zijn vriend Marc Anthony komt hij in contact met Louie Vega, die hem ontdekte als talent. Vanaf 1992 bracht Morillo een hoeveelheid singles uit onder verschillende namen met verschillende samenwerkingen. Zijn eerste plaat was Unbe (1992) van het project R.A.W. Een van de eerste successen werd de plaat House of love van het project Smooth Touch.

### Reel 2 Real
In 1993 richtte hij samen met producer Ralph Muniz en rapper The Mad Stuntman (Mark Quashie) het project Reel 2 Real op. Daarvan werd eerst het nummer Go on move uitgebracht. Met I like to move it behaalde hij een nummer 1-hit in de Nederlandse Top 40 in het voorjaar van 1994. Het nummer betekende ook de definitieve doorbraak van het label Strictly Rhythm. Daarna volgden er meer hits, waaronder het opnieuw uitgebrachte Go on move. Na Jazz it up (1996) leek de houdbaarheidsdatum van Reel 2 Real, dat hem miljonair maakte, verstreken en ging Reel 2 Real weer uit elkaar.

### Solo
Morillo bleef ook solo actief naast Reel 2 Real. Zo Maakte hij met het nummer Dancin (1994) en met Louie Vega vormde hij Lil Mo' Yin Yang, waarmee hij de clubhit Reach (1995) opnam. Met George Morel maakte hij So Deep, So Good (1994) als M&M en produceerde hij de hit Them girls (1995) voor de MTV-handpoppen Zig and Zag. Ook vormde hij met zangeressen Ultra Nate, Dajaé, Moné en Barbara Tucker het project B-Crew waarmee de single Partay Feeling (1996) werd gemaakt. Na 1996 deed hij het rustiger aan om zich te concentreren op zijn loopbaan als dj. Dat leverde hem meerdere prijzen op. Ook stak hij veel tijd in  zijn label Subliminal Records dat in 1997 werd opgericht. Tevens presenteerde hij enkele houseprogramma's op MTV.

### Latere producties
In 2004 liet Morillo weer van zich horen als producer met een eigen album. Op My World was een groot aantal gasten aanwezig zoals DJ Rap, Sean Combs en Boy George. De Britse groep Audio Bullys kreeg de eer voor het titelnummer en de single Break down the doors. In de jaren daarna werkte hij veel samen met de producers Jose Nunez en Harry "Choo Choo" Romero. Vanaf 2004 verschenen er zo nu en dan singles. In 2012 bracht hij met Alexandra Burke een nummer uit, genaamd Elephant. Dat werd een bescheiden hit. Ook verscheen het mixalbum Subliminal invasion. Het drukke dj bestaan brak hem in de zomer van 2013 echter op. Na enkele incidenten moest Morillo het tijdelijk rustiger aandoen vanwege zijn gezondheid.

### Subliminal Records
In 1997 schroefde Morillo zijn activiteiten op dat gebied sterk terug om zijn ambities als platenbaas waar te maken. Morillo zette groot in en wilde naar eigen zeggen "het beste houselabel in de wereld opzetten". De eerste muziek die Subliminal uitbracht, was het nummer Fun (1997) van het project Da Mob met Jocelyn Brown, waarbij Morillo zelf betrokken was. Daarna verschenen er in snel tempo meer singles. De doorbraak van Subliminal kwam met de single Big love van Pete Heller. Subliminal deed ook de Amerikaanse distributie van het album Champs elysees van Bob Sinclar. Het label bracht een eigen artiestenalbum uit. Dat was het album van Erick Morillo zelf. Verder kwamen de hits Thrill me (2002) van Junior Jack en So many times van Gadjo (2005) van bij dit label vandaan.

### Overlijden
Morillo had de gewoonte om zich dagenlang van de buitenwereld af te zonderen in zijn huis in Miami. Toen een kennis al enige dagen niets meer van hem had gehoord ging hij op 1 september 2020 poolshoogte nemen, en trof Morillo bewegingsloos aan in bed. Hulpdiensten constateerden de dood. Morillo was op de avond van 28 augustus voor het laatst gezien. Ruim een maand later werd bekend gemaakt dat hij was overleden aan een acute ketaminevergiftiging met MDMA en cocaïne als bijkomende factoren. Het zou een ongeluk geweest zijn. Morillo was 49 jaar oud.

## Discografie
Zie ook de discografie van Reel 2 Real.

### Albums
| Album met eventuele hitnotering(en) in de Nederlandse Album Top 100 | Datum van verschijnen | Datum van binnenkomst | Hoogste positie | Aantal weken | Opmerkingen |
| ------------------------------------------------------------------- | --------------------- | --------------------- | --------------- | ------------ | ----------- |
| Subliminal invasion                                                 | 05-08-2012            | -                     |                 |              |             |

### Singles
| Single met eventuele hitnotering(en) in de Nederlandse Top 40 | Datum van verschijnen | Datum van binnenkomst | Hoogste positie | Aantal weken | Opmerkingen                                    |
| ------------------------------------------------------------- | --------------------- | --------------------- | --------------- | ------------ | ---------------------------------------------- |
| Break down the doors                                          | 2004                  | -                     |                 |              | met Audio Bullys / Nr. 86 in de Single Top 100 |
| Elephant                                                      | 25-01-2012            | 14-04-2012            | tip19           | -            | met Alexandra Burke                            |

| Single met hitnotering(en) in de Vlaamse Ultratop 50 | Datum van verschijnen | Datum van binnenkomst | Hoogste positie | Aantal weken | Opmerkingen         |
| ---------------------------------------------------- | --------------------- | --------------------- | --------------- | ------------ | ------------------- |
| Elephant                                             | 2012                  | 28-04-2012            | 43              | 3            | met Alexandra Burke |

## Trivia
- Van het nummer House of love van Smooth Touch zijn twee volstrekt verschillende versies die op verschillende compilaties staan. Het origineel is een vocale houseplaat met zang van Cynthia Seijo. Onder dj's werd echter vooral de "Raise Your Hands In My House remix" van Anthony Acid populair, die volkomen anders klinkt. Hierin werden samples van de bekende houseplaten Can you feel it van C.L.S. en Give it up van The Goodmen in verwerkt.
- Erick leende zijn stem als deel van het achtergrondkoor voor de hit Where's your head at? (2001) van Basement Jaxx. Ook op het album Remedy is zijn stem te horen.
- In 2012 werd er in New Jersey, waar Morillo zijn jeugd doorbracht, een straat naar hem vernoemd.